# Самоа на летних Олимпийских играх 2008
Самоа принимала участие в Летних Олимпийских играх 2008 года в Пекине (Китай) в седьмой раз за свою историю, но не завоевала ни одной медали. Страну представляли 4 мужчины и 2 женщины, принимавшие участие в соревнованиях по боксу, гребле на байдарках и каноэ, лёгкой атлетике, стрельбе из лука и тяжёлой атлетике.
Тяжелоатлетка Эле Опелоге в весовой категории свыше 75 кг заняла 4-е место, но после перепроверки допинг-тестов в 2016 году и дисквалификации украинки Ольги Коробки и казахстанки Марии Грабовецкой самоанка получила серебряную медаль, которая стала первой олимпийской наградой Самоа за всю историю выступлений.

## Медали
| Место (медаль) | Спортсмен   | Вид спорта       | Дисциплина            |
| -------------- | ----------- | ---------------- | --------------------- |
| Серебро        | Эле Опелоге | Тяжёлая атлетика | Женщины — свыше 75 кг |

## Результаты выступлений

### Бокс
Спортсменов — 1
| Спортсмен    | Категория | 1/16 финала                  | 1/8 финала           | Четвертьфинал        | Полуфинал            | Финал                |
| Спортсмен    | Категория | Соперник и результат         | Соперник и результат | Соперник и результат | Соперник и результат | Соперник и результат |
| ------------ | --------- | ---------------------------- | -------------------- | -------------------- | -------------------- | -------------------- |
| Фарани Тавуи | 81 кг     | Марио Шиволия-Йелица Пор RSC | Не прошёл            | Не прошёл            | Не прошёл            | Не прошёл            |

### Гребля на байдарках и каноэ
Спортсменов - 1
Мужчины
| Спортсмен               | Вид                     | Предварительный раунд | Предварительный раунд | Полуфинал    | Полуфинал    | Финал        | Финал        |
| Спортсмен               | Вид                     | Время                 | Место                 | Время        | Место        | Время        | Место        |
| ----------------------- | ----------------------- | --------------------- | --------------------- | ------------ | ------------ | ------------ | ------------ |
| Рудольф Беркинг-Уильямс | Байдарка-одиночка 500м  | 1.47,839              | 8                     | Не стартовал | Не стартовал | Не стартовал | Не стартовал |
| Рудольф Беркинг-Уильямс | Байдарка-одиночка 1000м | 4.00,784              | 7                     | 4.04,658     | 9            | Не прошёл    | Не прошёл    |

### Лёгкая атлетика
Спортсменов — 2
Мужчины
| Спортсмен   | Вид  | Забег     | Забег | Полуфинал | Полуфинал | Финал     | Финал     |
| Спортсмен   | Вид  | Результат | Место | Результат | Место     | Результат | Место     |
| ----------- | ---- | --------- | ----- | --------- | --------- | --------- | --------- |
| Онес Каррин | 800м | 1.47,45   | 6     | Не прошёл | Не прошёл | Не прошёл | Не прошёл |

Женщины
| Спортсмен   | Вид           | Квалификация | Квалификация | Финал     | Финал     |
| Спортсмен   | Вид           | Результат    | Место        | Результат | Место     |
| ----------- | ------------- | ------------ | ------------ | --------- | --------- |
| Пэтси Акели | Метание копья | 49,26        | 49           | Не прошла | Не прошла |

### Стрельба из лука
Спортсменов — 1
Мужчины
| Спортсмен     | Квалификация | Квалификация | 1/32                        | 1/16                 | 1/8                  | Четвертьфинал        | Полуфинал            | Финал                | Финал |
| Спортсмен     | Очков        | Номер посева | Соперник Очков              | Соперник Очков       | Соперник Очков       | Соперник Очков       | Соперник Очков       | Соперник Очков       | Место |
| ------------- | ------------ | ------------ | --------------------------- | -------------------- | -------------------- | -------------------- | -------------------- | -------------------- | ----- |
| Джозеф Муауса | 563          | 64           | Хуан Серрано (1) Пор 88—116 | Закончил выступление | Закончил выступление | Закончил выступление | Закончил выступление | Закончил выступление | 64    |

### Тяжёлая атлетика
Спортсменов — 1
Женщины
| Спортсмен   | Категория   | Масса  | Рывок | Рывок | Рывок | Толчок | Толчок | Толчок | Всего | Место |
| Спортсмен   | Категория   | Масса  | 1     | 2     | 3     | 1      | 2      | 3      | Всего | Место |
| ----------- | ----------- | ------ | ----- | ----- | ----- | ------ | ------ | ------ | ----- | ----- |
| Эле Опелоге | Свыше 75 кг | 123,89 | 113   | 116   | 119   | 145    | 150    | 152    | 269   | 2     |